# Coryphaenoides bulbiceps
Coryphaenoides bulbiceps és una espècie de peix de la família dels macrúrids i de l'ordre dels gadiformes.

## Morfologia
- Els mascles poden assolir 81 cm de llargària total.[5][6]

## Hàbitat
És un peix d'aigües profundes que viu entre 1700-3200 m de fondària.

## Distribució geogràfica
Es troba al Golf de Panamà i a les Illes Galápagos.